# سیل ۲۰۱۸ ژاپن
سیل ۲۰۱۸ ژاپن (انگلیسی: 2018 Japan floods) در روز پنجشنبه ۵ ژوئیه تا ۹ ژوئیه در مرکز و غرب ژاپن ۲۰۰ کشته و ۴۸ مفقود داشته‌است.

## شرح واقعه
در روز پنجشنبه ۵ ژوئیه ۲۰۱۸ به دلیل توفان سهمگین «ماریا» و بارندگی شدید در مرکز و غرب ژاپن که تا یکشنبه ۸ ژوئیه ادامه دارد، سیل جاری شده و به دنبال آن رانش زمین بسیاری خسارات جانی و مادی به وجود آورد.
در خیلی از نقاط از جمله در ۶۰۰ کیلومتری غرب توکیو، شهر موتویاما میزان بارندگی تنها در یک روز ۵۸۳ میلی‌متر بوده‌است.

## تلفات و خسارات
سیل و رانش زمین جان بیش از ۲۲۵ نفر را گرفته و ۱۱ نفر نیز مفقود شده‌اند. صدها خانه بر اثر رانش زمین ویران شد. یک پل در شهر هیروشیما در داخل رودخانه طغیان کرده فرو ریخت.

## اقدامات
به دستور مقامات محلی بیش از یک و نیم میلیون نفر خانه‌هایشان را ترک کردند. ۵۴ هزار نیروهای پلیس و ارتش و آتش‌نشانی برای کمک‌رسانی به مردم گرفتار شده در بیش از ۱۰۰ ناحیه مشغول هستند.

## واکنش‌ها
- شینزو آبه، نخست‌وزیر ژاپن: «مقامات در تلاش برای نجات جان مردم هستند.»